# Рарыткин
Рары́ткин — горный хребет на северо-востоке Азии, на территории Анадырского района Чукотского автономного округа.
Название в переводе с чукот. Ръарыткын — от рьары — «передний» и суффикс ткын, что указывает на большую протяжённость хребта. По другой версии переводится как «крайний».
Относится к системе Корякского нагорья, расположен между реками Анадырь и Великая; ограничивает с востока Анадырскую низменность. Длина около 200 км, высота до 1085 м (г. Палец).
Сложен андезитами и глинистыми сланцами. Нижняя часть склонов и долины покрыты кустарниковыми зарослями ольхи и кедрового стланика, выше располагаются лишайниковые и каменистые тундры. Сохранились одиночные особи чукотского снежного барана.
На территории хребта Рарыткин широко распространены отложения, которые содержат остатки ископаемых растений маастрихт-датского века. Эти флоры подробно были изучены палеоботаниками Абрамовой Л. Н.(1990), Головневой Л. Б. (1994), Грабовским А. А. (2013) и Германом А. Б.(1988). Коллекции ископаемых растительных остатков детально были собраны Л. Б. Головнёвой в 1985—1986 гг. и А. А. Грабовским в 2013 году, которые в настоящее время хранятся в Ботаническом музее РАН и в фондах Музейного Центра «Наследие Чукотки».